# Sazan
Sazan (albanisch auch Sazani, italienisch Saseno, griechisch Σάσων Sason, lateinisch Saso) ist eine kleine Insel an der albanischen Adriaküste. Die Insel hat eine strategisch bedeutsame Lage am Eingang zur Bucht von Vlora und der Straße von Otranto, dem Übergang von der Adria zum Ionischen Meer. Sazan ist unbewohnt. Die Insel hat eine Fläche von knapp sechs Quadratkilometer und liegt nicht ganz fünf Kilometer nördlich der Halbinsel Karaburun, dem nördlichen Ausläufer des Ceraunischen Gebirges,  etwas mehr als acht Kilometer westlich der Küste bei Zvërnec, einem Dorf nördlich von Vlora.
Die Küste vor der Insel ist, mit Ausnahme eines Abschnitts vor dem Hafen, Teil des im Jahr 2010 gegründeten Marinen Nationalparks Karaburun-Sazan.

## Geschichte
Die Insel gehörte bis 1796 zur Republik Venedig und anschließend zur unter britischem Protektorat stehenden Republik der Ionischen Inseln. 1864 trat das Vereinigte Königreich die Inseln an das Königreich Griechenland ab. Jedoch nahm Griechenland seine Souveränitätsrechte auf der entlegen gelegenen Insel zunächst nicht wahr. Italien besetzte während des Ersten Weltkrieges am 30. Oktober 1914 Sazan. In einem geheimen Vertrag ließ sich Italien im April 1915 das Umland von Vlora mit der vorgelagerten Insel zusichern. Als nach dem Krieg albanische Truppen die Italiener vom albanischen Festland verdrängten, einigten sich die Konfliktparteien in einem Protokoll vom 2. August 1920 darauf, dass wenigstens Sazan unter italienischer Hoheit verblieb. Die Insel blieb bis 1947 von Italien besetzt. Italien unterhielt auf der Insel einen Militärstützpunkt. Als Tochter des Oberkommandanten der Insel verbrachte die italienische Journalistin und Schriftstellerin Caterina (Rita) Durante (1928–2004) ihre Kindheitsjahre bis zum Zweiten Weltkrieg mit ihrer Mutter und ihren Schwestern auf der Insel.

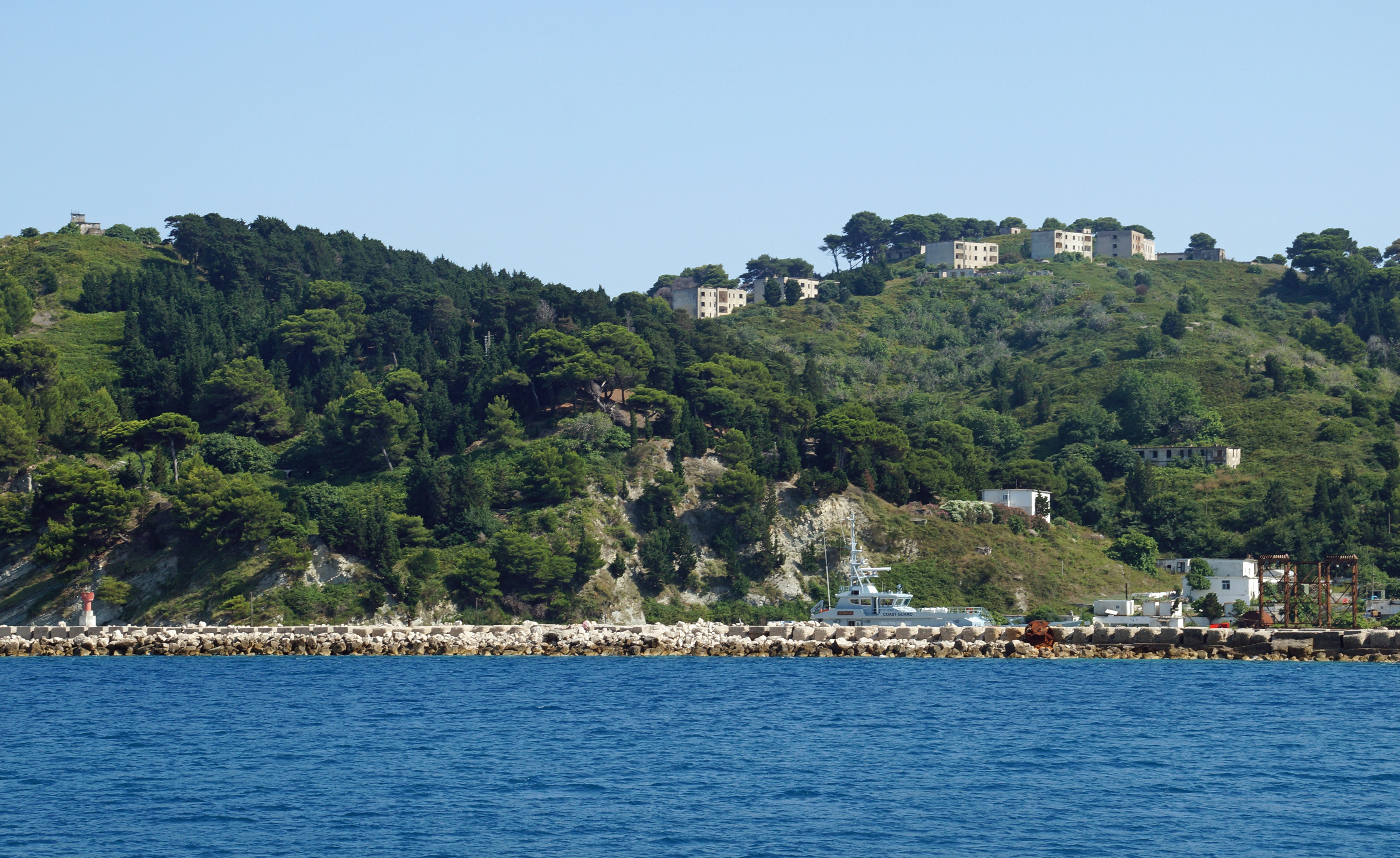
Hafen von Sazan und alte Wohnhäuser

Erst nach Ende des Zweiten Weltkriegs erhielt das jetzt kommunistische Albanien gemäß dem Friedensvertrag vom 10. Februar 1947 die Kontrolle über die Insel. In der Folge wurde die Insel auch von sowjetischen Truppen als Stützpunkt genutzt, bis es 1960 zum Bruch zwischen Tirana und Moskau kam. Auf der Insel entstand eine kleine Siedlung mit Wohnhäusern für die Angehörigen der Soldaten, einem Kino und einer Schule. Auch eine Chemiewaffenfabrik soll auf Sazan betrieben worden sein.

## Zukünftige Entwicklung
Heute wird Sazan noch immer von der albanischen Marine als Stützpunkt verwendet. Auch die italienischen Zollbehörden operieren von hier aus gegen albanische Schmugglerbanden. Etliche Yachten haben bereits wegen schlechten Wetters die Insel auf der Nordost-Seite als Nothafen angelaufen, was von den dort stationierten Besatzungen der italienischen Küstenwachboote geduldet wird, da vom Seerecht erlaubt.
Das albanische Tourismusministerium arbeitete wiederholt Pläne aus, nach denen die Insel in ein Ferienziel für Urlauber mit Hotels und einem Kasino verwandelt werden soll. Problematisch ist dabei allerdings, dass das Eiland über keine Süßwasserquellen verfügt.
Im Sommer 2015 war es Touristen erstmals möglich, von Vlora aus per Ausflugsboot in Gruppen die Insel zu erkunden. Im Sommer 2025 besuchten Angehörige des US-Präsidenten Trump die Insel und spekulierten mit einer Übernahme.

## Philatelie
Im Jahr 1923 wurden acht italienische Briefmarken mit SASENO überdruckt.

## Karten

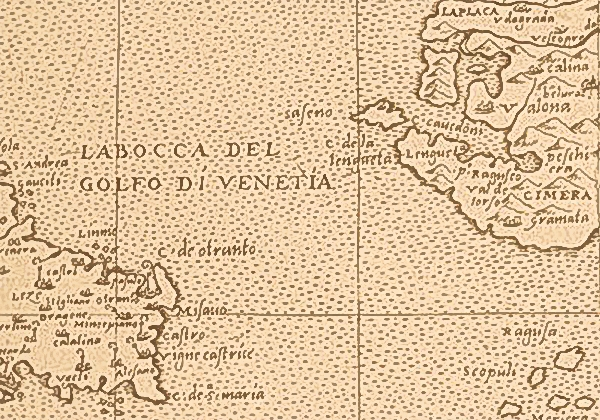
Saseno – Darstellung auf einer Karte vom Beginn des 17. Jahrhunderts
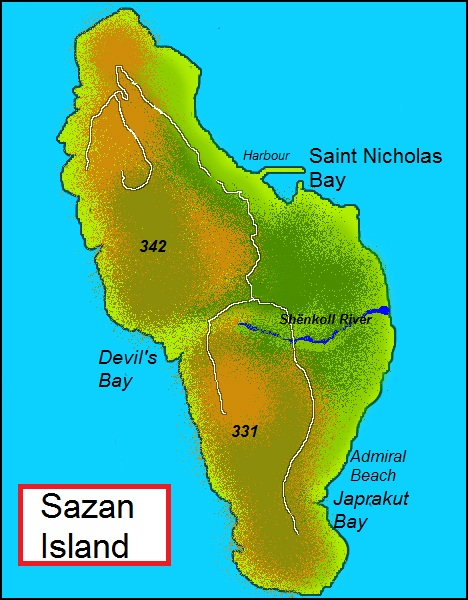